# 唐山师范学院
唐山师范学院是河北省一所省属全日制普通本科高等学校。唐山师范学院前身是唐山师范专科学校。2000年升格为本科学校。
唐山师范学院设有教育学院、历史文化与法学系和中文系等15个院系，开设76个本专科专业，其中师范类专业27个。在读全日制本、专科学生共16000多人。